# Raúl Leoni (Sucre)
Pour les articles homonymes, voir Leoni.
Raúl Leoni est l'une des sept paroisses civiles de la municipalité de Sucre dans l'État de Sucre au Venezuela. Sa capitale est Los Puertos de Sante Fe.